# Tortoflabellum
Genre
Tortoflabellum est un genre éteint de coraux durs de la famille des Flabellidae.

## Liste d'espèces
Selon World Register of Marine Species (3 juillet 2015) :
- Tortoflabellum flemingi Squires, 1958 †